# 布赖斯高地区施陶芬
布赖斯高地区施陶芬（德語：Staufen im Breisgau，發音：[ˈʃtaʊfn̩ ʔɪm ˈbʁaɪsɡaʊ]）是德国巴登-符腾堡州弗赖堡行政区布赖斯高-上黑林山县的城市，面积23.32平方千米，2023年12月31日人口为8,553人。

## 友好城市
- 法國 博讷维尔（1963年）
- 波蘭 卡齊米日多爾尼（1994年）